# Heinz Eberhard Strüning

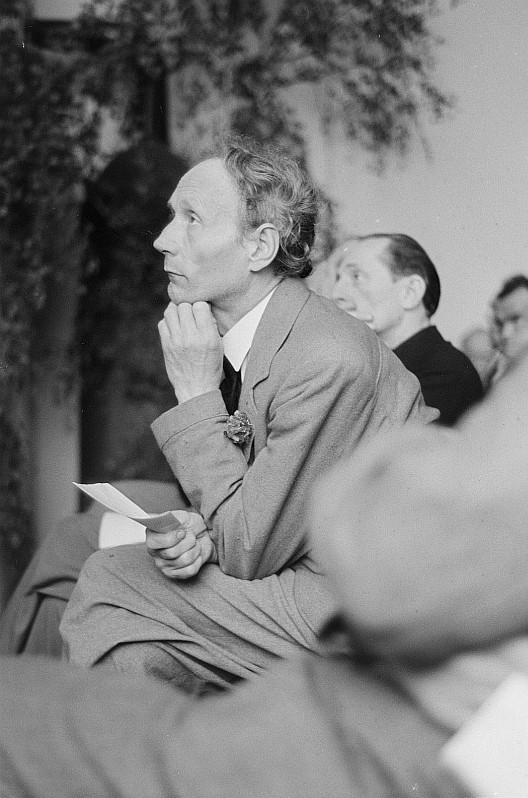
Heinz Eberhard Strüning 1949

Heinz Eberhard Strüning (* 2. Mai 1896 in Aplerbeck; † 11. März 1986 in Machern) war ein deutscher Maler, Grafiker und Pastellzeichner.

## Leben
Strüning studierte von 1922 bis 1924 an der Kunstakademie Dresden und von 1925 bis 1926 an der Kasseler Kunstakademie. Seit dem Jahr 1927 war er in Leipzig ansässig und seit 1937 bis zu seinem Tod wohnte er in Machern (Sachsen).
In der Zeit des Nationalsozialismus war er Mitglied der Reichskammer der bildenden Künste. Er hielt sich aber offenbar von der nationalsozialistischen Ideologie fern. Es ist für diese Zeit die Teilnahme an nur einer Ausstellung belegt.
Nach 1945 gehörte Strüning in Leipzig zu einer „Gruppe der älteren Landschaftsmaler, die in vorwiegend nachimpressionistisch-sensibler, zum Teil expressionistischer Form, qualitätsvoll die Umgebung der Stadt, aber auch Motive aus den Randgebieten und Vororten, vereinzelt auch innerstädtische Situationen gestalteten.“ Ihre Arbeiten wurden „von Kennern und Liebhabern zwar weiterhin geschätzt, spielten aber in der öffentlichen Diskussion kaum eine Rolle.“ Dazu gehörten u. a. Franz Oskar Behringer, Walter Bodenthal, Rolf Huhn, Karl Krug und Karl Miersch.
In den Jahren 1947 bis 1951 lehrte Strüning als Dozent an der Hochschule für Grafik und Buchkunst Leipzig und war seitdem freischaffend in Machern tätig. Unter anderen war er Lehrer von Gerhard Eichhorn. Strüning war Mitglied im Verband Bildender Künstler der DDR. Ein zunehmendes Augenleiden führte im Jahr 1984 zur Erblindung. Strüning sagte einst über sich selbst: „Ich schaffe aus dem Vollen, weil ich erfüllt bin bis obenhin mit dem, was ich gestalten will. Es gibt nur ein Gesetz für mich: Gestalten bis zum letzten, dafür lebe ich. Das ist mein künstlerisches Postulat, mein inneres Gesetz.“
Die Leipziger Uni-Kustodie hat im Jahr 1986 einen Katalog seiner Werke herausgegeben. Viele davon sind in Universitätsbesitz. Mehrere Zeichnungen befinden sich im Lindenau-Museum, Altenburg/Thür.

## Werke (Auswahl)
- Siedlung (Öl auf Hartfaser, 47,5 × 56 cm, 1946; Kunsthalle der Sparkasse Leipzig)[4]

- Dorflandschaft (Aquarell, 1969)[5]
- Parkteich (Aquarell, 1970)[6]
- Bäume (seit 1997 im Bürgermeisterzimmer des Macherner Rathauses)

## Ausstellungen (unvollständig)

### Einzelausstellungen
- 1948: Halle (Saale)
- 1956: Halle (Saale), Galerie Henning
- 1958: Altenburg/Thür., Lindenau-Museum
- 1958: Leipzig, Museum der Bildenden Künste
- 1975: Leipzig, Galerie Kunst der Zeit
- 1986: Leipzig, Galerie im Hörsaalbau der Universität
- 1986: Wurzen, Kleine Galerie

### Ausstellungsbeteiligungen
- 1938: Colditz, Grimma und Wurzen, Kunstausstellung des Kreises Grimma
- 1947: Leipzig, Museum der Bildenden Künste  („Malerei der Gegenwart“)[7][8]
- 1948: Leipzig, Museum der Bildenden Künste („Leipziger Kunstausstellung“)[9]
- 1949 und 1972/1973 Dresden, 2. Deutsche Kunstausstellung und VII. Kunstausstellung der DDR
- 1965: Leipzig, Museum der Bildenden Künste („500 Jahre Kunst in Leipzig“)
- 1977: Altenburg/Thüringen, Lindenau-Museum („Zeichnung im Bezirks Leipzig“)
- 1984: Leipzig, Museum der bildenden Künste („Kunst in Leipzig 1949 -1984“)
- 1972, 1974, 1979 und 1985: Leipzig, Bezirkskunstausstellung